# Provincia del Litoral (Bolivia)
Litoral es una provincia de Bolivia ubicada en el departamento de Oruro. Cuenta con una población de 10 409 habitantes (INE 2012) y una superficie de 2894 km². La capital provincial está ubicada en la localidad de Huachacalla.
La provincia, denominada anteriormente Sabaya, tomó el nombre de Litoral, por ley del 6 de septiembre de 1960, durante el gobierno del presidente Víctor Paz Estenssoro. No debe confundirse con la actual provincia Sabaya (anteriormente llamada Atahuallpa), que comprende solamente una parte de la antigua provincia Sabaya.

## Ubicación
Limita con la provincia de Sajama al norte, con la provincia de Sabaya en el oeste y al sur, con la provincia de Sud Carangas al sudeste, y con la provincia de Carangas en el noreste.
La provincia se extiende sobre 65 km de norte a sur, y 55 km de este a oeste.

## Demografía
De acuerdo con el censo boliviano de 2024, la población de la provincia del Litoral es de 14 444 habitantes.
La población de la provincia ha aumentado casi siete veces en las últimas tres décadas:
| Año  | Habitantes | Fuente |
| ---- | ---------- | ------ |
| 1992 | 2 087      | Censo  |
| 2001 | 4 555      | Censo  |
| 2012 | 10 409     | Censo  |
| 2024 | 14 444     | Censo  |

El idioma principal de la provincia es el español, hablada por el 89,8% de sus habitantes, mientras que 76,0% de la población habla aimara y 13,7% el quechua.
La población ha aumentado en los últimos años, ya que según el censo de 1992 su población era de 2.087 habitantes y según el del 2001 aumentó a 4.555 habitantes, un aumento de más del 100%. La tendencia continuó en el siguiente período.  El 34,5% de los habitantes son menores de 15 años de edad (2001).[actualizar]

El 94,5% de la población no tienen acceso a la electricidad, mientras que el 90,5% no tienen instalaciones sanitarias (2001).[actualizar]

El 78,0% de la población está empleada en el agricultura, 3,1% en el industria, el 18,9% en los servicios generales (2001).[actualizar]

El 77,6% de la población son católicos, y el 16,3% son protestantes (1992).[actualizar]
| Gráfica de evolución demográfica de la provincia del Litoral entre 1992 y 2012 |
|                                                                                |
| Fuente: Instituto Nacional de Estadística de Bolivia                           |

## División
La provincia está compuesta por cinco municipios, los cuales son:
- Huachacalla
- Escara
- Cruz de Machacamarca
- Yunguyo de Litoral
- Esmeralda